# Королёв, Виктор Юрьевич
Ви́ктор Юрьевич Королёв (род. 1954) — российский учёный в области математической статистики, доктор физико-математических наук, профессор, заведующий кафедрой математической статистики факультета ВМК МГУ.

## Биография
В 1972 году окончил с золотой медалью среднюю школу № 31 в Москве.
В 1977 году окончил с отличием факультет вычислительной математики и кибернетики МГУ. Дипломная работа «Различение простых гипотез с ограничениями на апостериорные вероятности ошибок» (научный руководитель Л. Н. Большев).
В 1977—1980 годах обучался в аспирантуре факультета вычислительной математики и кибернетики МГУ.
Кандидат физико-математических наук (1981). Тема диссертации: «Множественные процессы и предельные теоремы» (научный руководитель В. М. Круглов).
Доктор физико-математических наук (1994). Тема диссертации: «Предельные распределения случайных последовательностей с независимыми случайными индексами и некоторые их применения».
В 1998 году присвоено звание профессора.
Награждён медалью «В память 850-летия Москвы» г (1997).
Почётный профессор Северо-Западного политехнического университета в городе Сиань, Китай (2000).
Лауреат Ломоносовской премии МГУ (2005).
Заслуженный профессор Московского университета (2006).
В Московском университете работает с 1980 года в должностях: ассистент (1980—1986), старший преподаватель (1986—1990), доцент (1990—1996), профессор (с 1996) кафедры математической статистики факультета вычислительной математики и кибернетики МГУ. Заместитель декана факультета ВМК МГУ (2004—2015). Заведующий кафедрой математической статистики (с 2015).
Лауреат общенациональной премии «Профессор года» (2021).
В 2024 году награждён медалью ордена «За заслуги перед Отечеством» II степени.

## Преподавательская деятельность
На факультете ВМК МГУ Виктор Королёв разработал и прочитал ряд лекционных курсов, в том числе: «Вероятностные модели», «Прикладные задачи теории вероятностей», «Теория риска». В настоящее время читает курс лекций «Теория вероятностей и математическая статистика». Ведёт спецсеминар «Теория риска и смежные вопросы».

## Область научных интересов
Предельные теоремы теории вероятностей и их применение, смешанные вероятностные модели, распределения с тяжелыми хвостами, теория риска, теория надежности, финансовая математика.

## Научная деятельность
Виктором Королёвым получены критерии сходимости случайных последовательностей со случайными индексами и суперпозицией независимых случайных процессов, исследована скорость сходимости в соответствующих предельных теоремах. Применение этих результатов к некоторым задачам физики, финансовой и страховой математики позволило построить новые математические модели процессов в неоднородных средах, а также неоднородных потоков экстремальных событий. Разработана математическая теория роста надёжности модифицируемых систем, которая находит применение, в частности, при анализе надёжности программного обеспечения.
Виктор Королёв подготовил 17 кандидатов наук и двух докторов наук.
Главный редактор серии монографий «Modern Probability and Statistics», выпускаемой издательством VSP (Голландия).
Член редколлегий нескольких отечественных и зарубежных научных журналов.
Член специализированного докторского совета МГУ.
Руководитель международного научного семинара по проблемам устойчивости стохастических моделей.
Соруководитель межведомственного научного семинара «Стохастические структуры в плазменной турбулентности».

## Научные публикации
Автор более 300 научных статей.
Автор 25 книг, в том числе:
- Королёв В. Ю. Теория вероятностей и математическая статистика — М., Проспект, 2006. — 160 с.
- Королёв В. Ю. ЕМ-алгоритм, его модификации и их применение к задаче разделения смесей вероятностных распределений. Теоретический обзор — М.: ИПИ РАН, 2007. — 94 с.
- Королёв В. Ю., Соколов И. А. Математические модели неоднородных потоков экстремальных событий — М: Торус Пресс, 2008. -- 200 с.
- Королёв В. Ю. Вероятностно-статистические методы декомпозиции волатильности хаотических процессов — М., Издательство Московского университета, 2011. — 512 с.
- Королёв В. Ю., Бенинг В. Е., Шоргин С. Я. Математические основы теории риска. 2-е изд. — М.: ФИЗМАТЛИТ, 2011. — 620 с.